# 五味清吉
五味 清吉（ごみ せいきち、1886年（明治19年）1月1日 - 1954年（昭和29年）8月19日は、大正から昭和前期の洋画家。

## 生涯
岩手県南岩手郡仁王村四ツ家町（現在の盛岡市本町通2丁目）に、小原藤吉・タキ夫妻の7人兄弟の第5子（3男）として生まれる。藤吉は雫石町で古着・呉服屋を開業しており、一時は豆類や古道具、浮世絵なども扱っていた時期があり、幼い五味も浮世絵を見て絵に興味を持ったとも推測される。1892年（明治25年）盛岡第一尋常小学校、1896年（明治29年）盛岡高等小学校（現在の盛岡市立下橋中学校）、1901年（明治34年）盛岡中学校（現在の岩手県立盛岡第一高等学校）に進学する。同2年生の時、肋膜を患ったのがきっかけで、バプテスト派の盛岡浸礼教会に通い、E.H.ジョンズより受洗。この頃から、教会に通っていた同級生・蛇口銑治の影響で洋画家を志す。
1906年（明治39年）中学校卒業後、上京。同年か翌年、次姉の紹介で日本画家の佐竹永湖に相談すると、弟子の福田浩湖の姉と岡田三郎助の姉が友人同士という繋がりを頼って、岡田に入門。早くも1907年（明治40年）10月の第11回白馬会展に小原清吉の名で出品している。ここで1年程学んだ後、本格的に絵の道に進むならば学校に入るべきだと勧められ、1908年東京美術学校西洋画本科に入学。1910年（明治43年）長姉の夫・五味鼎三の養子となる。在学中から東京や岩手の展覧会に積極的に出品し、地元との繋がりは生涯続くことになる。1913年（大正2年）美術学校本科を首席で卒業する。
1917年（大正6年）4月から7月菊池長右衛門に同行して南洋旅行に出発、サイパン、トラック、ポナペなどを巡る。1919年（大正8年）第1回帝展に《常楽雅浄光》が落選し気落ちするも、翌年10月には地元の財界人・小野慶蔵が「盛岡から名の通った画家の一人ぐらいは出したい」と支援を受けフランスに出発。各地をめぐり1922年（大正11年）1月に帰国するが、この時150-160点ほど制作している。また、大正末から昭和初期にかけて、たびたび大陸を旅行している。
1942年（昭和17年）脳出血で倒れ、左半身不随となる。1944年（昭和19年）東京の家を処分し、盛岡市へ疎開。しかし、五味の創作意欲は衰えず、大作・力作を制作した。1951年（昭和26年）には、第4回岩手日報文化賞を受賞している。1954年（昭和29年）急性肺炎のため盛岡市の自宅で死去、享年68。

## 作風
初期は岡田三郎助の影響が濃いが、次第に神話的裸婦像に移行する。五味の裸婦像は、警察によって撤去されたり、写真撮影が禁止されたりと物議を醸し続けたが、これにより裸婦像の画家としての方向性が確立する。洋行後は、聖徳記念絵画館を始めとした壁画制作を複数こなしている。油絵屏風が多く残っているのも特徴的である。大正期には複数の画家が洋画と日本画の垣根を乗り越えようと同じ試みをしているが、多くの画家は一過性で終わっており、五味のように長い期間制作しているのは珍しい。戦後は、草花を主題にした作品が多い。

## 主な作品
| タイトル                       | 制作年       | 技法・素材                   | サイズ（縦x横cm） | 所蔵先                           | 出品展覧会          | 備考           |
| ------------------------------ | ------------ | ---------------------------- | ----------------- | -------------------------------- | ------------------- | -------------- |
| 秋のおとづれ                   | 1911年       | 油彩・キャンバス             | 162.2x112.2       | 東京藝術大学                     | 第5回文展           |                |
| たけに草                       | 1912年       | 油彩・キャンバス             | 186.0x95.0        | 岩手県立美術館                   | 第6回文展           |                |
| 新天新地                       | 1914年       | 油彩・キャンバス             | 173.0x167.5       | 岩手県立美術館                   | 第8回文展           |                |
| 秋草                           | 1915年       | 油彩・キャンバス             | 100.0x79.8        | 萬鉄五郎記念美術館               | 第9回文展           |                |
| 草夾竹桃                       | 1917年       | 油彩・紙（二曲一隻）         | 173.5x173.0       | 盛岡市先人記念館                 |                     |                |
| ひめむかしよもぎ               | 1918年       | 油彩・キャンバス             | 112.0x94.0        | 奥州市牛の博物館                 | 第12回文展          |                |
| 桜花山鳥図屏風                 | 1919年       | 油彩・紙（二曲一隻）         | 146.0x150.0       | 盛岡市先人記念館                 |                     |                |
| 山水図屏風                     | 1920年       | 油彩・紙（四曲一隻）         | 180.5x248.8       | 盛岡市先人記念館                 |                     |                |
| 新渡戸稲造の肖像               | 1920年       | 油彩・キャンバス             | 65.2x50.0         | 奥州市牛の博物館                 |                     |                |
| 後藤新平の肖像                 | 1920年       | 油彩・キャンバス             | 65.2x50.0         | 奥州市牛の博物館                 |                     |                |
| 原敬の肖像                     | 1920年       | 油彩・キャンバス             | 65.2x50.0         | 奥州市牛の博物館                 |                     |                |
| フロイライン・フォン・ガバイン | 1921年       | 油彩・キャンバス             | 60.6x50.0         | 個人                             |                     |                |
| ローマ風景                     | 1921年       | 油彩・板                     | 25.8x34.7         | 公益財団法人日動美術財団         |                     |                |
| 美人図                         | 1922年       | 油彩・紙（二曲一隻）         | 154.5x154.0       | 盛岡市先人記念館                 |                     |                |
| 秀衡・義経対面図               | 1925年       | 油彩・キャンバス             | 150.0x180.0       | 中尊寺                           | 藤原清衡公八百年祭  |                |
| 木花之佐久夜毘賣               | 1926年       | 油彩・キャンバス（二曲一隻） | 180.8x175.0       | 公益財団法人日動美術財団         |                     |                |
| 青銅器の白ゆり                 | 1926年       | 油彩・紙（二曲一隻）         | 151.5x175.7       | 岩手県立美術館                   |                     |                |
| 無心                           | 1926年       | 油彩・キャンバス             | 105.5x85.5        | 岩手県立美術館                   | 第1回聖徳太子奉賛展 |                |
| 山形秋田巡幸鉱山御覧           | 1926年       | 油彩・キャンバス             |                   | 聖徳記念絵画館                   |                     |                |
| 朝のポーズ                     | 1927年       | 油彩・キャンバス             | 116.8x80.3        | 岩手県立美術館                   | 第8回帝展           |                |
| 源頼朝                         | 1928年       | 油彩・キャンバス             | 150.0x180.0       | 神宮徴古館                       |                     |                |
| 教育勅語                       | 1928年       | 油彩・キャンバス             | 150.0x180.0       | 神宮徴古館                       |                     |                |
| 斎藤実の肖像                   | 1928年       | 油彩・キャンバス             | 65.2x53.0         | 奥州市牛の博物館                 |                     |                |
| モデル業者                     | 1929年       | 油彩・キャンバス             | 149.0x89.5        | 岩手県立美術館                   | 第10回帝展          |                |
| 田中舘愛橘の肖像               | 1931年       | 油彩・キャンバス             | 65.2x53.0         | 奥州市牛の博物館                 |                     |                |
| 石川啄木の肖像                 | 1932年       |                              |                   | 石川啄木記念館                   |                     |                |
| 無題                           | 1933年       | 油彩・キャンバス             | 121.0x90.7        | 岩手県立美術館                   | 第14回帝展          |                |
| 鹿島精一像                     | 1935年       | 油彩・キャンバス             | 72.7x61.0         | 盛岡市先人記念館                 |                     |                |
| 晩秋果物                       | 1936年       | 油彩・キャンバス             | 72.7x90.9         | 奥州市牛の博物館                 | 文展招待展          |                |
| 承徳風景                       | 1936年       | 油彩・キャンバス             | 89.0x149.5        | 盛岡市立仁王小学校               |                     |                |
| 秋果光遥図                     | 1937年       | 油彩・キャンバス             | 97.0x130.5        | 国立病院機構岩手病院             | 第1回新文展         |                |
| 鏡裏形影                       | 1943年       | 油彩・キャンバス             | 100.5x80.4        | 岩手県立美術館                   | 第6回新文展         |                |
| 上村勝爾先生肖像               | 1944年       | 油彩・キャンバス             | 117.0x91.0        | 岩手大学農学部付属農業教育資料館 |                     |                |
| 庭                             | 1944年以降   | 油彩・キャンバス             | 90.9x116.7        | 盛岡信用金庫                     |                     |                |
| 山水図                         | 1945年       | 油彩・紙（ハ曲一隻）         | 174.0x568.0       | 盛岡八幡宮                       |                     | 五味自身が奉納 |
| 花                             | 制作時期不明 | 油彩・キャンバス             | 52.0x44.0         | 奥州市牛の博物館                 |                     |                |
| 花                             | 1954年       | 油彩・キャンバス             | 65.2x53.0         | 個人                             |                     | 絶筆           |